# Butia catarinensis
Butia catarinensis är en enhjärtbladig växtart som beskrevs av Larry Ronald Noblick och Lorenzi. Butia catarinensis ingår i släktet Butia och familjen Arecaceae. Inga underarter finns listade i Catalogue of Life.